# Congregación del Santísimo Sacramento
La Congregación del Santísimo Sacramento, de los Sacerdotes del Santísimo Sacramento o sacramentinos (en latín Congregatio Presbyterorum a Sanctissimo Sacramento) es un instituto religioso masculino de derecho pontificio, concretamente una congregación clerical. Sus miembros utilizan las siglas S.S.S.

## Historia
La congregación fue fundada en París el 13 de mayo de 1856 por el sacerdote francés Pierre-Julien Eymard (1811-1868). Obtuvo la aprobación con el decretum laudis del 5 de enero de 1859 y fue aprobada por el papa Pío IX el 8 de mayo de 1863. Las constituciones fueron aprobadas provisionalmente en 1875 y definitivamente en 1895.
Hay una rama femenina de la congregación: las Siervas del Santísimo Sacramento, también fundadas por Eymard en 1864.
En Chile tienen a cargo la Basílica del Sagrado Corazón uno de los edificios arquitectónicos más importantes de la ciudad de Santiago en Chile. Representa un valor importantísimo para todos aquellos que hacen turismo religioso en ese país sudamericano.

## Actividades y difusión
El apostolado de los sacramentinos tiene como objetivo el ejercicio del ministerio eucarístico, en particular la adoración al Santísimo Sacramento y la difusión de esta devoción, además de la asistencia y cuidado de los sacerdotes ancianos.
Juntamente con los laicos, los sacramentinos quieren formar comunidades cristianas que tengan la Eucaristía como centro de su vida. A partir de ella, hacen diversas acciones de apostolado y asistencia social a la comunidad.
Trabajan en capillas y parroquias. Los sacerdotes viven en comunidades que son lugares de oración y celebración. Guardan la tradición de orar diariamente durante una hora antes de la eucaristía.